# باشگاه افعی
باشگاه افعی (انگلیسی: Viper Club) یک فیلم در ژانر درام به کارگردانی مریم کشاورز است که در سال ۲۰۱۸ منتشر شد.

## بازیگران
- سوزان ساراندون
- مت بامر
- لولا کریک
- جولیان موریس
- شیلا وند
- ادپرو اودیه
- ادی فالکو